# Prek Toal
Prek Toal es el nombre que recibe un santuario de aves y sitio Ramsar situado dentro de la Reserva de la Biosfera de Tonle Sap, en la esquina noroeste de Tonlé Sap en el país asiático de Camboya. Es un área popular para el ecoturismo y observación de aves dadas las áreas ricas en biodiversidad y aves acuáticas raras, particularmente abundantes durante la estación seca.